# 真田信政
真田信政（日语：／ Sanada Nobumasa，1597年11月—1658年3月8日）是日本江戶時代前期大名。信濃松代藩第2代藩主。初代藩主真田信之的次男。

## 生平
慶長19年（1614年）的大坂之陣中與兄長信吉一同參戰，但是與豐臣方的先鋒部隊等戰鬥時敗走。元和3年（1617年）6月敘任從五位下大内記。後來昇敘從四位下（時間不詳），擔任侍從之職兼任大内記。元和8年（1622年）10月，跟隨父親信之轉封到松代城，獲分領内1萬7千石而成為大名。寛永11年（1634年），因為兄長‧沼田城城主信吉早逝，姪子熊之助繼任為城主，信政成為幼年的熊之助的後見人並支配沼田領。寛永16年（1639年），因為熊之助早逝而成為沼田藩藩主。此時把繼承的沼田領3萬石的其中5千石分給熊之助的弟弟信利，而且把領有的松代藩1萬7千石讓予弟弟信重。
明暦2年（1656年），因為父親隱居而繼承松代藩的家督之位，信政卻在2年後去世。信之一直沒有指定後繼人，以及信政生前一直很想繼承家督（實際上是信之數度向幕府表達隱居之意，將軍德川家綱以繼任者年幼等理由而不贊成），父子之間因而產生對立。因此在信政之遺書中，關於父親信之的事一點都沒有提及。因為沒有後繼者而指名剛剛出生的六男右衛門（幸道）。這個決定經過許多波折，但是以信政的遺書和信之向幕閣請求而奔走，最後決定由右衛門繼承。